# آرثر غاردنر
آرثر غاردنر (بالإنجليزية: Arthur Gardner)‏ (1 يناير 1878 في المملكة المتحدة - 1 يناير 1972) هو لاعب كرة قدم بريطاني (وحمل سابقاً جنسية المملكة المتحدة لبريطانيا العظمى وأيرلندا) في مركز مهاجم داخلي. لعب مع برمنغهام سيتي.